# Cornant
Cornant és un municipi francès, situat al departament del Yonne i a la regió de Borgonya - Franc Comtat. L'any 2007 tenia 342 habitants.

## Demografia

### Població
El 2007 la població de fet de Cornant era de 342 persones. Hi havia 136 famílies, de les quals 36 eren unipersonals (20 homes vivint sols i 16 dones vivint soles), 52 parelles sense fills, 40 parelles amb fills i 8 famílies monoparentals amb fills.
La població ha evolucionat segons el següent gràfic:
Habitants censats

### Habitatges
El 2007 hi havia 174 habitatges, 142 eren l'habitatge principal de la família, 27 eren segones residències i 4 estaven desocupats. Tots els 173 habitatges eren cases. Dels 142 habitatges principals, 130 estaven ocupats pels seus propietaris i 12 estaven llogats i ocupats pels llogaters; 2 tenien una cambra, 9 en tenien dues, 29 en tenien tres, 34 en tenien quatre i 69 en tenien cinc o més. 110 habitatges disposaven pel capbaix d'una plaça de pàrquing. A 58 habitatges hi havia un automòbil i a 80 n'hi havia dos o més.

### Piràmide de població
La piràmide de població per edats i sexe el 2009 era:
| Homes | Edats   | Dones |
| ----- | ------- | ----- |
| 0     | 95 o +  | 4     |
| 0     | 90 a 94 | 0     |
| 4     | 85 a 89 | 0     |
| 0     | 80 a 84 | 8     |
| 0     | 75 a 79 | 4     |
| 4     | 70 a 74 | 8     |
| 12    | 65 a 69 | 12    |
| 12    | 60 a 64 | 4     |
| 0     | 55 a 59 | 8     |
| 8     | 50 a 54 | 12    |
| 8     | 45 a 49 | 0     |
| 16    | 40 a 44 | 12    |
| 20    | 35 a 39 | 24    |
| 12    | 30 a 34 | 20    |
| 0     | 25 a 29 | 0     |
| 8     | 20 a 24 | 4     |
| 12    | 15 a 19 | 8     |
| 12    | 10 a 14 | 24    |
| 8     | 5 a 9   | 16    |
| 8     | 0 a 4   | 4     |

## Economia
El 2007 la població en edat de treballar era de 228 persones, 174 eren actives i 54 eren inactives. De les 174 persones actives 162 estaven ocupades (90 homes i 72 dones) i 12 estaven aturades (7 homes i 5 dones). De les 54 persones inactives 25 estaven jubilades, 16 estaven estudiant i 13 estaven classificades com a «altres inactius».

### Ingressos
El 2009 a Cornant hi havia 143 unitats fiscals que integraven 354 persones, la mediana anual d'ingressos fiscals per persona era de 19.628,5 €.

### Activitats econòmiques
Dels 12 establiments que hi havia el 2007, 5 eren d'empreses de construcció, 4 d'empreses de comerç i reparació d'automòbils, 1 d'una empresa de transport i 2 d'empreses de serveis.
Dels 5 establiments de servei als particulars que hi havia el 2009, 1 era un taller de reparació d'automòbils i de material agrícola, 1 paleta, 1 fusteria, 1 electricista i 1 empresa de construcció.
Dels 2 establiments comercials que hi havia el 2009, 1 era un supermercat i 1 un drogueria.

## Equipaments sanitaris i escolars
El 2009 hi havia 1 escola maternal integrada dins d'un grup escolar amb les comunes properes formant una escola dispersa i 1 escola elemental integrada dins d'un grup escolar amb les comunes properes formant una escola dispersa.

## Poblacions més properes
El següent diagrama mostra les poblacions més properes.